# Ян Єнссон
Ян Єнссон (швед. Jan Jönsson, нар. 24 травня 1960, Гальмстад) — шведський футболіст, що грав на позиції півзахисника. По завершенні ігрової кар'єри — тренер. З 2019 року очолює тренерський штаб команди «Стабек».
Виступав, зокрема, за клуб «Гальмстад».
Чемпіон Швеції. 

## Ігрова кар'єра
У дорослому футболі дебютував 1978 року виступами за команду клубу «Гальмстад», в якій провів чотирнадцять сезонів, взявши участь у 557 матчах чемпіонату. Більшість часу, проведеного у складі «Гальмстада», був основним гравцем команди. За цей час виборов титул чемпіона Швеції.
Протягом 1993 року захищав кольори команди клубу «Санфречче Хіросіма».
Завершив професійну ігрову кар'єру у клубі «Віссел» (Кобе), за команду якого виступав протягом 1995—1996 років.

## Кар'єра тренера
Розпочав тренерську кар'єру, ще продовжуючи грати на полі, 1993 року, увійшовши до тренерського штабу клубу «Санфречче Хіросіма», де пропрацював з 1993 по 1994 рік.
У 2011 році став головним тренером команди «Русенборг», тренував команду з Тронгейма один рік.
Згодом протягом 2013–2014 років очолював тренерський штаб клубу «Олесунн».
У 2015 році прийняв пропозицію попрацювати у клубі «Гальмстад». Залишив команду з Гальмстада 2017 року.
Протягом тренерської кар'єри також очолював команди клубів «Ландскруна БоІС», «Стабек», «Санфречче Хіросіма» та «Сімідзу С-Палс», а також входив до тренерських штабів клубів «Віссел» (Кобе) та «Юнгшиле СК».
З 2019 року знову очолює тренерський штаб команди «Стабек».

## Титули і досягнення

### Як гравця
- Чемпіон Швеції (1):

«Гальмстад»: 1979